# Echinopora irregularis
Echinopora irregularis är en korallart som beskrevs av Veron, Turak och DeVantier 2002. Echinopora irregularis ingår i släktet Echinopora och familjen Faviidae. IUCN kategoriserar arten globalt som otillräckligt studerad.
Artens utbredningsområde är Röda havet. Inga underarter finns listade i Catalogue of Life.